# Georgetown, Arkansas
Georgetown là một thị trấn thuộc quận White, tiểu bang Arkansas, Hoa Kỳ. Năm 2010, dân số của thị trấn này là 124 người.

## Dân số
- Dân số năm 2000: 126 người.
- Dân số năm 2010: 124 người.